# Liste der Biografien/Gis
Liste der Biografien |
Portal Biografien |
Personensuche
# |
A |
B |
C |
D |
E |
F |
G |
H |
I |
J |
K |
L |
M |
N |
O |
P |
Q |
R |
S |
T |
U |
V |
W |
X |
Y |
Z |
?
 
Ga |
Gb |
Gc |
Gd |
Ge |
Gf |
Gh |
Gi |
Gj |
Gk |
Gl |
Gm |
Gn |
Go |
Gp |
Gq |
Gr |
Gs |
Gu |
Gv |
Gw |
Gy |
Gz
 
Gia |
Gib |
Gic |
Gid |
Gie |
Gif |
Gig |
Gih |
Gij |
Gik |
Gil |
Gim |
Gin |
Gio |
Gip |
Gir |
Gis |
Git |
Giu |
Giv |
Giw |
Giy |
Giz
Die Liste der Biografien führt alle Personen auf, die in der deutschsprachigen Wikipedia einen Artikel haben. Dieses ist eine Teilliste mit 199 Einträgen von Personen, deren Namen mit den Buchstaben „Gis“ beginnt.

## Gis

### Gisa
- Gisa, Kimberly (* 2003), deutsche Handballspielerin
- Gisana, Rosario (* 1959), italienischer Geistlicher, Bischof von Piazza Armerina
- Gisatullin, Bajasit Chamatdinowitsch (1936–2011), sowjetischer Skilangläufer
- Gisaw, Melkam (* 1990), äthiopische Marathonläuferin

### Gisb
- Gisbergen, Shane van (* 1989), neuseeländischer AutorennfahrerShane van Gisbergen (* 1989)

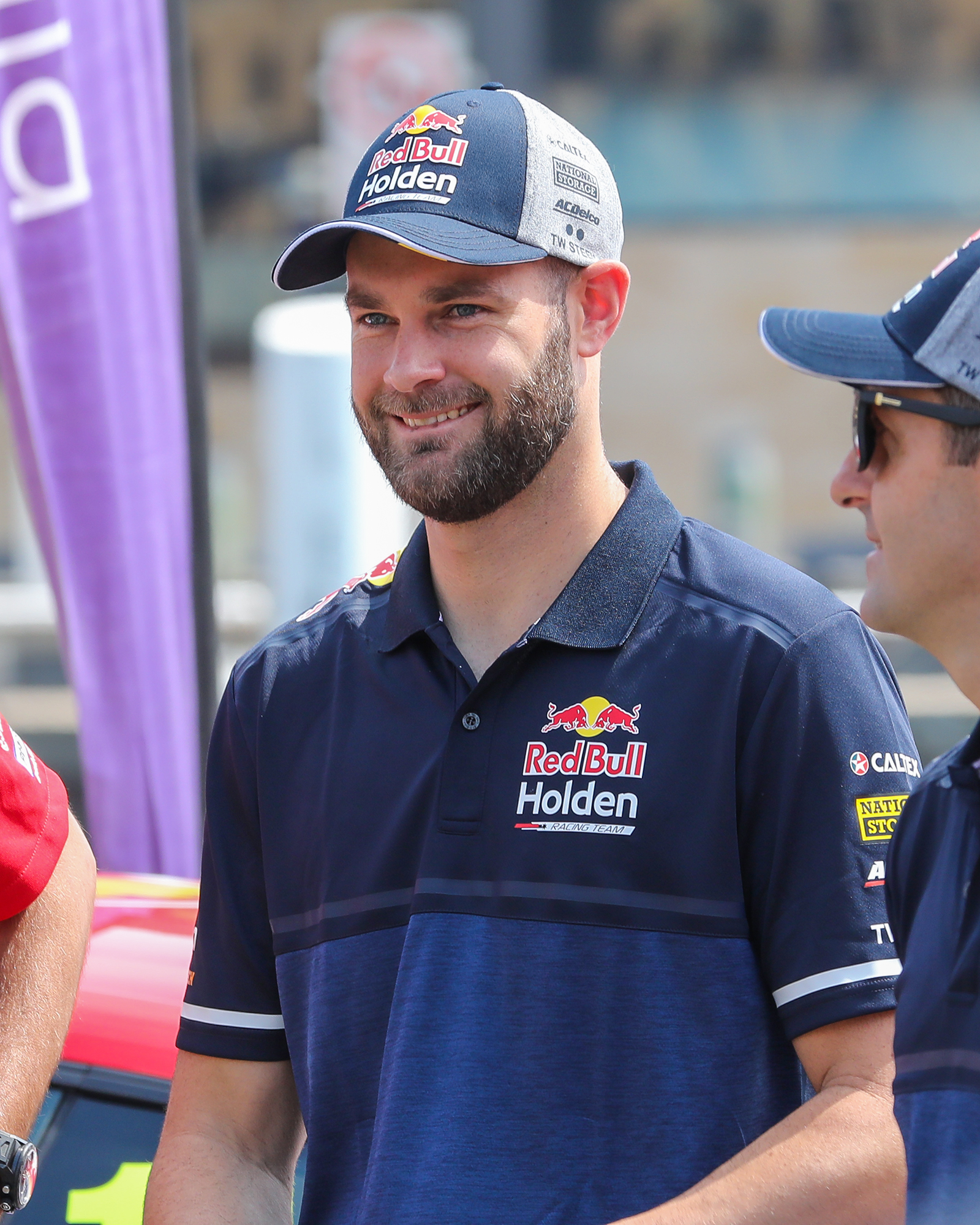
Shane van Gisbergen (* 1989)

- Gisbert, Antonio (1834–1902), spanischer Maler, Direktor des Museo del Prado
- Gisbert, Greg (* 1966), US-amerikanischer Jazztrompeter und Flügelhornist
- Gisbert, Juan (* 1942), spanischer Tennisspieler
- Gisbert, Philipp (1889–1985), deutscher Baumeister, Präsident der Handwerkskammer Darmstadt
- Gisbert, Teresa (1926–2018), bolivianische Forscherin, Architektin, Restauratorin und Historikerin
- Gisberti, Domenico (1635–1677), venezianischer Priester, Poet und Schriftsteller
- Gisbertz, Anna-Katharina (* 1973), deutsche Literaturwissenschaftlerin
- Gisbertz, Olaf (* 1965), deutscher Kunsthistoriker und Bauforscher
- Gisbertz, Regina (* 1974), deutsche Theater- und Fernsehschauspielerin
- Gisborne, Frederic (1824–1892), britischer Ingenieur und Erfinder
- Gisburg (* 1966), österreichische Sängerin und Komponistin

### Gisc
- Giscard d’Estaing, Anne-Aymone (* 1933), französische Première Dame
- Giscard d’Estaing, Valéry (1926–2020), französischer Politiker, Staatspräsident von Frankreich (1974–1981)Valéry Giscard d’Estaing (1926–2020)

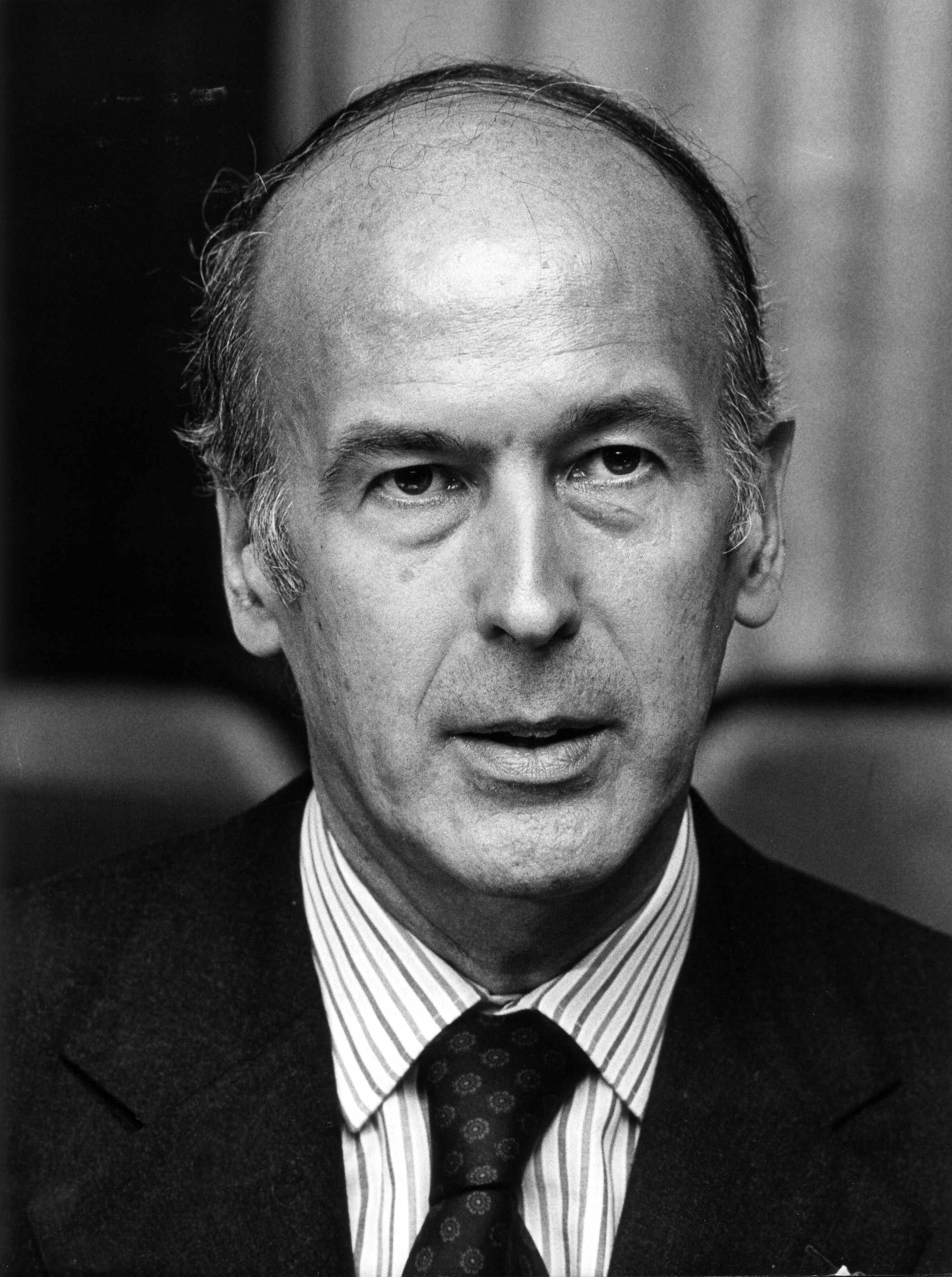
Valéry Giscard d’Estaing (1926–2020)

- Gischard, Benjamin (* 1995), Schweizer Kunstturner
- Gischel, Franz (1899–1951), deutscher Drehbuchautor, Theaterdirektor und Theaterschauspieler
- Gischel, Rebecca (* 1989), interdisziplinäre Künstlerin
- Gischler, Eberhard (* 1963), deutscher Geowissenschaftler
- Gischler, Victor (* 1969), US-amerikanischer Schriftsteller, Comicbuchautor
- Gisclard, Albert (1844–1909), französischer Brückenbauingenieur
- Giscos, Christian (* 1939), französischer Radrennfahrer
- Giscos, Robert (* 1940), französischer Radrennfahrer

### Gisd
- Gisder, Norbert (* 1956), deutschsprachiger, in Brasilien geborener Journalist und Schriftsteller
- Gisdol, Markus (* 1969), deutscher Fußballspieler und -trainer

### Gise
- Gise, August von (1850–1913), deutscher Politiker (Zentrum), MdR und bayrischer Oberhofmeister
- Gise, Friedrich August von (1783–1860), deutscher Diplomat
- Gise, Maximilian von (1817–1890), bayerischer Gesandter
- Giseke, Albrecht von (1822–1890), deutscher Verwaltungsjurist, Staatsminister in Sachsen-Meiningen
- Giseke, Bernhard (1823–1876), deutscher Klassischer Philologe und Gymnasiallehrer
- Giseke, Ludwig (1756–1832), deutscher Schriftsteller, Dichter und Hofrat
- Giseke, Ludwig Karl Dietrich (1884–1953), deutscher Pfarrer
- Giseke, Nikolaus Dietrich (1724–1765), deutscher Schriftsteller
- Giseke, Paul Dietrich (1741–1796), deutscher Arzt, Botaniker, Lehrer und Bibliothekar
- Giseke, Robert (1827–1890), deutscher Journalist und Schriftsteller
- Gisel, Alfred (1911–2012), österreichischer Mediziner und Politiker (SPÖ), Landtagsabgeordneter, Abgeordneter zum Nationalrat, Mitglied des Bundesrates
- Gisel, Ernst (1922–2021), Schweizer ArchitektErnst Gisel (1922–2021)

Ernst Gisel (1922–2021)

- Gisel, Patrik (* 1962), Schweizer Bankmanager
- Gisela, unbekannte Selige
- Gisela (757–810), karolingische Prinzessin und Äbtissin der Abtei Chelles
- Gisela, Tochter Kaiser Ludwigs des Frommen und seiner Frau Judith
- Gisela (* 1979), spanische Sängerin
- Gisela Agnes von Anhalt-Köthen (1722–1751), Prinzessin von Anhalt-Köthen, durch Heirat Fürstin von Anhalt-Dessau
- Gisela von Backnang, schwäbische Adlige
- Gisela von Bayern, Königin von Ungarn, Äbtissin des Klosters Niedernburg in Passau
- Gisela von Burgund, älteste Tochter des Königs Konrad von Burgund
- Gisela von Kerssenbrock, deutsche Zisterzienserin und Buchmalerin
- Gisela von Nivelles († 907), Äbtissin der Kloster Nivelles und Fosses-la-Ville
- Gisela von Österreich (1856–1932), Erzherzogin von ÖsterreichGisela von Österreich (1856–1932)

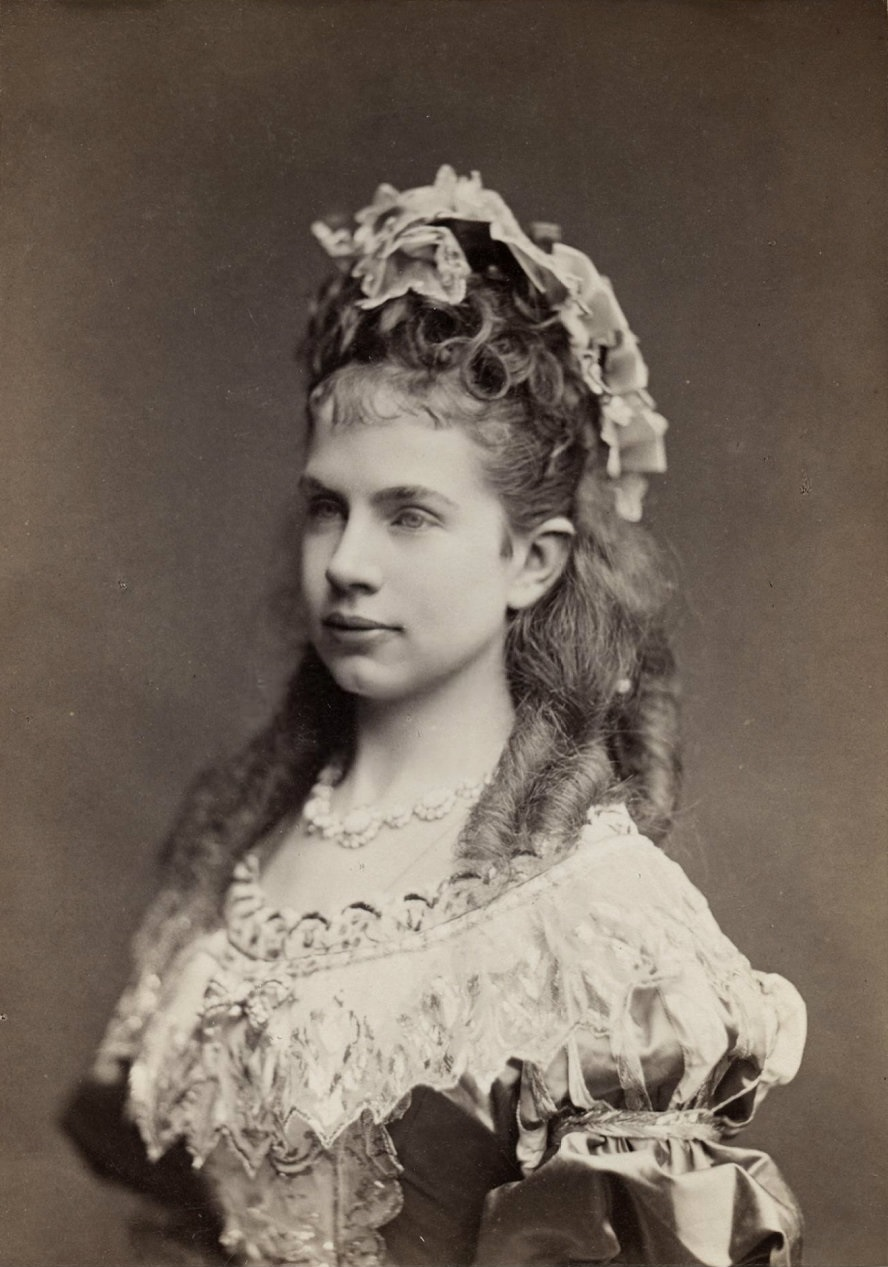
Gisela von Österreich (1856–1932)

- Gisela von Schlüsselberg († 1308), Äbtissin
- Gisela von Schwaben († 1043), Gattin Konrad II., Kaiserin des römisch-deutschen Reiches
- Gisela von Spiegelberg, erste thurgauische Äbtissin des Fraumünster Zürich
- Gisela, Josef (1851–1899), österreichischer Maler
- Giselbert, Abt des Klosters Waldsassen, Abt von Osek und Kamp
- Giselbert († 1004), Graf der Grafschaft Wallerfangen
- Giselbert († 1086), Abt im Kloster St. Blasien
- Giselbert († 956), Graf von Autun, Herzog von Burgund und Graf von Burgund
- Giselbert (1007–1059), Graf von Luxemburg
- Giselbert von Admont († 1101), Abt des Klosters Admont (1091–1101)
- Giselbert von Brunkhorst († 1306), Erzbischof von Bremen
- Giselbert von Höttingen, Klostergründer
- Giselbert von Lothringen († 939), Herzog von Lothringen
- Giselbert von Maasgau, Graf im Maasgau
- Giselbrecht, Ernst (* 1951), österreichischer Architekt
- Giselher von Magdeburg († 1004), Erzbischof von Magdeburg
- Giselher von Slatheim, deutscher Dominikaner, Mystiker und Lesemeister
- Gisemba, Abel (* 1971), kenianischer Marathonläufer
- Gisemo, Josephat Joshua (* 1992), tansanischer Langstreckenläufer
- Gisenius, Johannes (1577–1658), deutscher Theologe
- Gisevius, Gustav (1810–1848), deutscher Pastor und Sprachforscher in Masuren
- Gisevius, Hans (1861–1938), deutscher Jurist und Verwaltungsbeamter
- Gisevius, Hans Bernd (1904–1974), deutscher Beamter, Widerstandskämpfer des 20. Juli 1944 und AutorHans Bernd Gisevius (1904–1974)

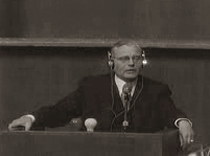
Hans Bernd Gisevius (1904–1974)

- Gisevius, Otto (1821–1871), deutscher Richter und Landrat
- Gisevius, Paul (1858–1935), deutscher Agrarwissenschaftler

### Gisg
- Gisges, Jan Maria (1914–1983), polnischer Schriftsteller
- Gisgo, karthagischer Beamter

### Gish
- Gish, Annabeth (* 1971), US-amerikanische SchauspielerinAnnabeth Gish (* 1971)

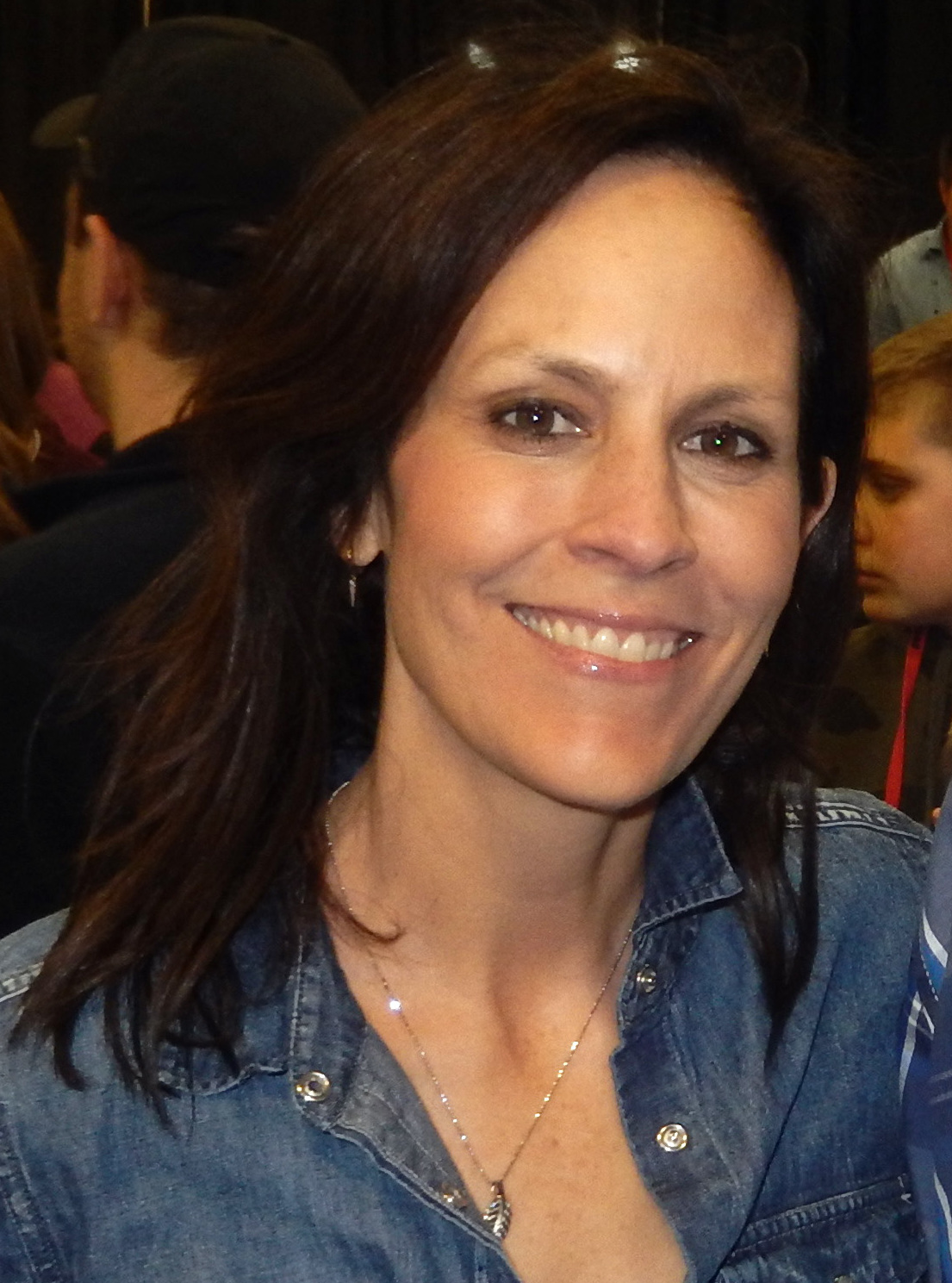
Annabeth Gish (* 1971)

- Gish, Dorothy (1898–1968), US-amerikanische Schauspielerin
- Gish, Duane T. (1921–2013), amerikanischer Biochemiker
- Gish, Lillian (1893–1993), US-amerikanische Schauspielerin
- Gish, Lou (1967–2006), britische Schauspielerin
- Gish, Sheila (1942–2005), britische Theater- und Filmschauspielerin
- Gishamer, Sebastian (* 1988), österreichischer Fußballschiedsrichter
- Gishar, Schweizer Basketballspielerin

### Gisi
- Gisi, Georg (1916–2010), Schweizer Methodiklehrer und Lyriker
- Gisi, Josef (1848–1902), Schweizer Landwirt und Politiker (FDP)
- Gisi, Ruth (* 1951), Schweizer Politikerin (FDP)
- Gisiger, Daniel (* 1954), Schweizer Radrennfahrer
- Gisiger, Hansjörg (1919–2008), Schweizer Maler und Bildhauer
- Gisiger, Sabine (* 1959), Schweizer Dokumentarfilmerin
- Gisik, Jakob (* 1979), deutscher Filmproduzent, Regisseur und Autor
- Gisin, Dominique (* 1985), Schweizer SkirennfahrerinDominique Gisin (* 1985)

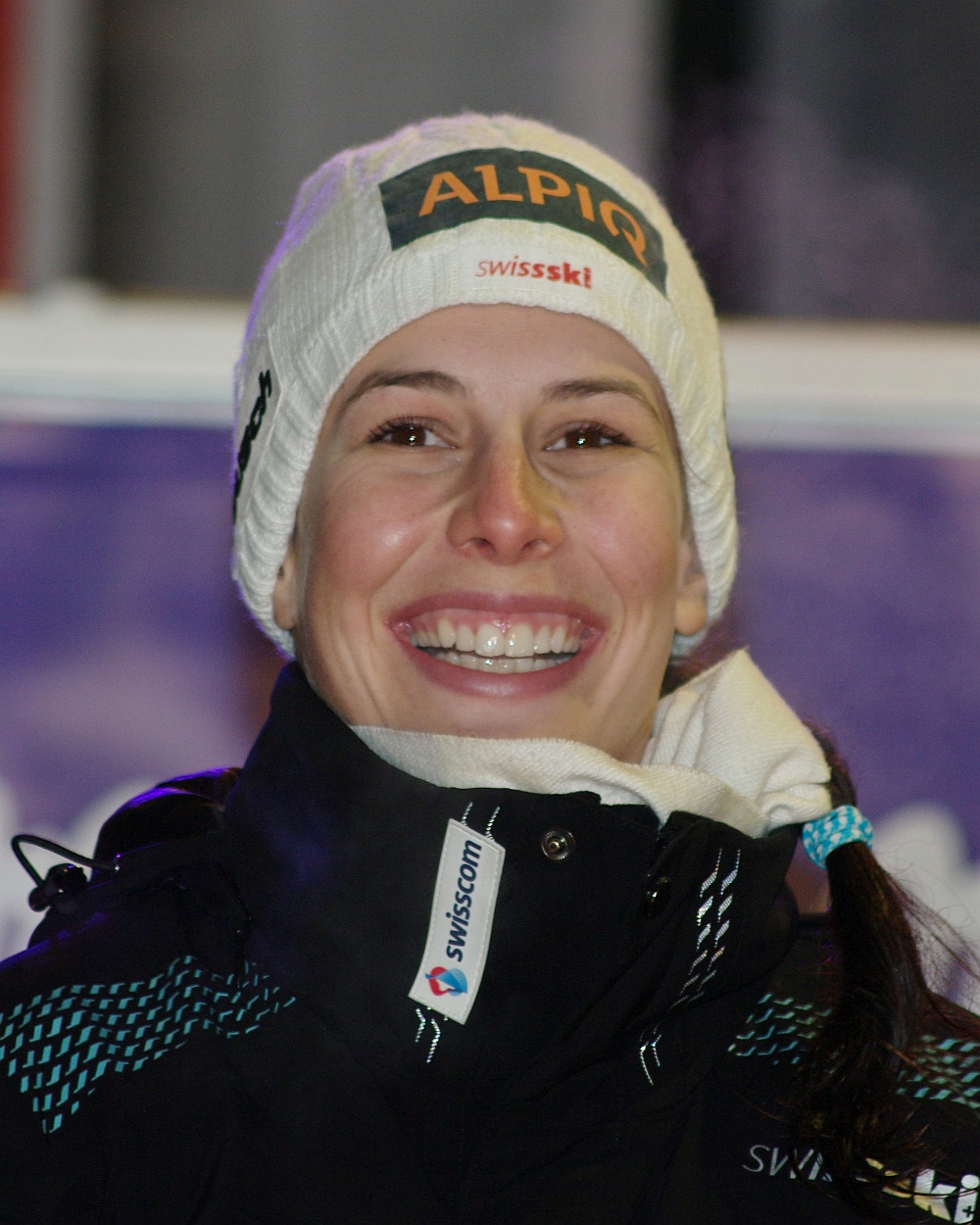
Dominique Gisin (* 1985)

- Gisin, Marc (* 1988), Schweizer Skirennläufer
- Gisin, Michelle (* 1993), Schweizer Skirennfahrerin
- Gisin, Nicolas (* 1952), Schweizer Physiker
- Gisinger, Arno (* 1964), österreichischer Fotograf
- Gisinger, Friedrich (1888–1964), deutscher Altphilologe, Geograph und Gymnasiallehrer

### Gisk
- Giske, Anders (* 1959), norwegischer Fußballspieler
- Giske, Anneli (* 1985), norwegische Fußballspielerin
- Giske, Bendik (* 1982), norwegischer Jazz- und Improvisationsmusiker (Saxophon, Komposition)
- Giske, Christian (* 1975), norwegischer Mikrobiologe und Professor am Karolinska-Institut
- Giske, Heinrich (1853–1915), deutscher Klassischer Philologe und Pädagoge
- Giske, Madeleine (* 1987), norwegische Fußballspielerin
- Giske, Trond (* 1966), norwegischer sozialdemokratischer Politiker, Mitglied des Storting
- Giskes, Heinrich (* 1946), deutscher Schauspieler
- Giskes, Hermann J. (1896–1977), deutscher Soldat und Oberstleutnant der Wehrmacht
- Giskes, Walter (1891–1964), deutscher Bühnenbildner und Maler
- Giskra, Carl (1820–1879), österreichischer Politiker, Landtagsabgeordneter
- Giskra, Johann, böhmischer Adliger

### Gisl
- Gisla, Äbtissin des Klosters Liesborn
- Gisland, Regine (1944–2004), deutsche Autorin
- Gislander, William (1890–1937), schwedischer Maler
- Gislebert († 1224), Propst, Chronist und Kanzler
- Gislebertus, französischer Bildhauer
- Gisleni, Giovanni Battista (1600–1672), polnischer Architekt
- Gislenus († 680), Geistlicher und Anachoret in Belgien
- Gisler Fischer, Esther (* 1968), Schweizer Theologin
- Gisler Truog, Doris (* 1928), Schweizer Journalistin, Redaktorin und Werbeunternehmerin
- Gisler, Ambros (* 1941), Schweizer Politiker (CVP)
- Gisler, Anton (1863–1932), Schweizer Theologe und Weihbischof
- Gisler, Bianca (* 2003), Schweizer Snowboarderin
- Gisler, Dave (* 1983), Schweizer Jazzmusiker (Gitarre, Komposition)
- Gisler, Fabian (* 1977), Schweizer Jazzmusiker (Kontrabass, Komposition)
- Gisler, Flavio (* 1989), Schweizer Politiker (CVP) und Rechtsanwalt
- Gisler, Hans (1889–1969), Schweizer Bildhauer
- Gisler, Joel (* 1994), Schweizer Freestyle-Skisportler
- Gisler, Konrad (1924–2018), Schweizer Politiker (BGB, SVP)
- Gisler, Marcel (* 1960), Schweizer Regisseur und Drehbuchautor
- Gisler, Markus (* 1952), Schweizer Journalist und Moderator
- Gisler, Rebecca (* 1991), Schweizer Autorin
- Gisler, René (* 1967), Schweizer Künstler und Autor
- Gisler, Rudolf (1942–2004), Schweizer Politiker
- Gisler-Haase, Barbara (* 1951), österreichische Flötistin
- Gislhere, Bischof von Selsey
- Gísli Brynjúlfsson (1827–1888), isländischer Schriftsteller
- Gísli Darri Halldórsson (* 1978), isländischer Filmregisseur und Animator
- Gísli Halldórsson (1927–1998), isländischer Schauspieler
- Gísli Jónsson († 1587), isländischer Geistlicher, Bischof von Skálholt
- Gísli Oddsson (1593–1638), isländischer Geistlicher, Bischof von Skálholt
- Gísli Örn Garðarsson (* 1973), isländischer Schauspieler, Regisseur, Autor
- Gísli Pálsson (* 1949), isländischer Autor und Hochschullehrer
- Gísli Þorgeir Kristjánsson (* 1999), isländischer HandballspielerGísli Þorgeir Kristjánsson (* 1999)

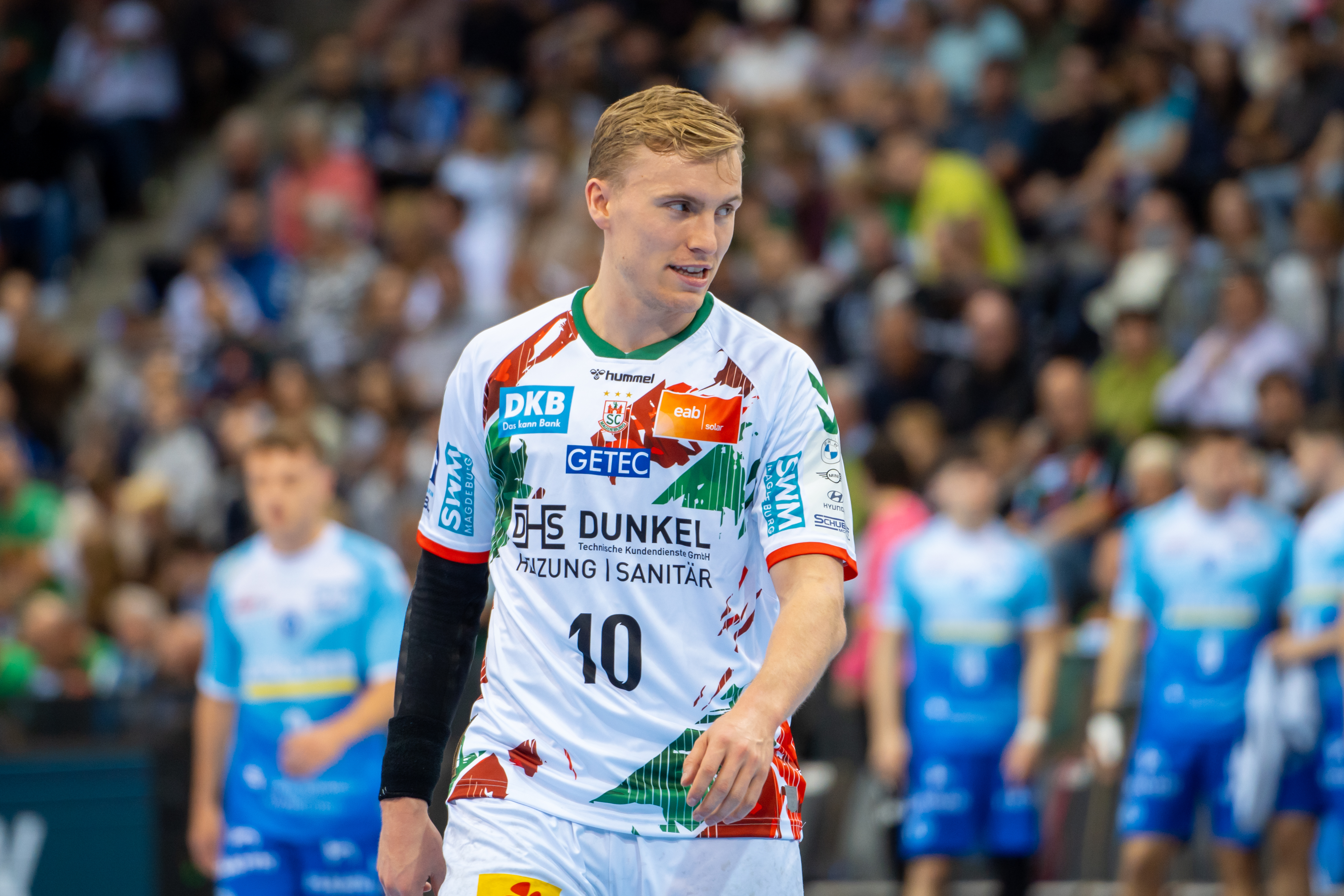
Gísli Þorgeir Kristjánsson (* 1999)

- Gislinge, Katrine (* 1969), dänische Pianistin
- Gislo, Bischof von Köln
- Gislon, José (* 1957), brasilianischer Ordensgeistlicher und römisch-katholischer Bischof von Caxias do Sul

### Gism
- Gismann, Lynn Rahel (* 2000), deutsche Fußballspielerin
- Gismervik, Amund (* 1991), norwegischer Wasserspringer
- Gismondi, Italo (1887–1974), italienischer Architekt, Bauforscher und Klassischer Archäologe
- Gismondi, Michele (1931–2013), italienischer Radrennfahrer
- Gismonti, Bianca (* 1982), brasilianische Pianistin und Komponistin
- Gismonti, Egberto (* 1947), brasilianischer Musiker

### Giso
- Giso († 487), Königin der Rugier, Ehefrau des Feletheus
- Giso I., Gaugraf in Hessen
- Giso II. († 1073), Graf im Raum Marburg in Hessen
- Giso III., Gaugraf an der mittleren Lahn in Nordhessen
- Giso IV. († 1122), Graf im Oberlahngau; Graf von Gudensberg
- Giso V. († 1137), Gaugraf in Hessen
- Gisolf, Aart (* 1937), niederländischer Mediziner, Fernsehmoderator und Jazzmusiker
- Gisolf, Lien (1910–1993), niederländische Hochspringerin
- Gisondo, Skyler (* 1996), US-amerikanischer Schauspieler und SynchronsprecherSkyler Gisondo (* 1996)

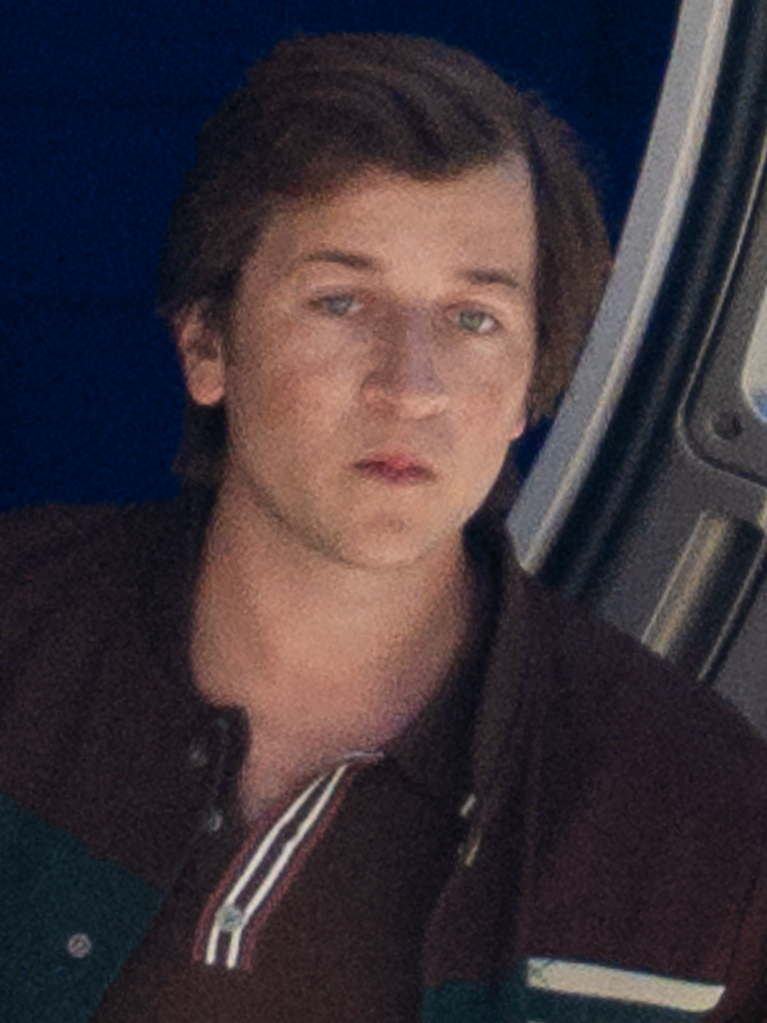
Skyler Gisondo (* 1996)

### Gisp
- Gispert i Fabrés, Enric (1925–1990), spanischer Chorleiter und Musikkritiker

### Giss
- Gissbol, Sven-Erik (* 1945), schwedischer Sänger
- Gissel, Børge (1915–2002), dänischer Bahnradsportler
- Gissel, Hans (* 1931), deutscher Ingenieur der Elektrotechnik und Manager
- Gißel, Heinrich (1902–1944), deutscher Chirurg, Hochschullehrer an der Universität Rostock und hochrangiger NS-Funktionär
- Gissel, Henning (1942–2012), deutscher Schauspieler
- Gissel, Norbert (* 1959), deutscher Sportpädagoge, Sporthistoriker und Hochschullehrer
- Gissel, Siegfried (* 1932), deutscher Musikwissenschaftler und Musikpädagoge
- Gisselman, Truls (* 2001), schwedischer Skilangläufer
- Gissen, Leonid Dawydowitsch (1931–2005), sowjetischer Ruderer
- Gisser, Richard (* 1939), österreichischer Bevölkerungswissenschaftler
- Gissey, Henri (1621–1673), französischer Zeichner und Kostümbildner
- Gissi, Kevin (* 1992), argentinisch-schweizerischer Fussballspieler
- Gissing, George Robert (1857–1903), englischer Schriftsteller
- Gißke, Erhardt (1924–1993), deutscher Architekt
- Gissler, August (1857–1935), deutscher Seemann und Schatzsucher
- Gißler, Karl (1858–1927), Priester und Generalrektor der Pallottiner
- Gissmann, Lutz (* 1949), deutscher Virologe
- Gissur Einarsson († 1548), isländischer Geistlicher, Bischof von Skálholt
- Gissur Ísleifsson (1042–1118), isländischer römisch-katholischer Geistlicher, Bischof von Skálholt (1082–1118)

### Gist
- Gist, James (* 1986), US-amerikanischer Basketballspieler
- Gist, Joseph (1775–1836), US-amerikanischer Politiker
- Gist, Robert (1924–1998), US-amerikanischer Filmregisseur und Schauspieler
- Gist, States Rights (1831–1864), Brigadegeneral der Armee der Konföderierten Staaten von Amerika im Sezessionskrieg
- Gist, William Henry (1807–1874), US-amerikanischer Politiker; Gouverneur von South Carolina
- Gistel, Johannes (1809–1873), deutscher Zoologe
- Gistelinck, Elias (1935–2005), belgischer Komponist, Trompeter und Musikproduzent
- Gisteren, Ludger van (* 1957), deutscher Psychologe und Hochschullehrer
- Gistl, Isidor (1868–1950), deutscher Glasfabrikant
- Gistl, Jakob II. († 1587), österreichischer Zisterzienser
- Gistl, Pauline (1882–1959), deutsche Unternehmerin
- Gistou, Nicolas († 1609), dänischer Komponist

### Gisu
- Gisulf I., Herzog der Langobarden
- Gisulf I. († 706), Herzog von Benevent
- Gisulf II., König und Militärperson
- Gisulf II. († 751), Herzog von Benevent